# Darjeeling

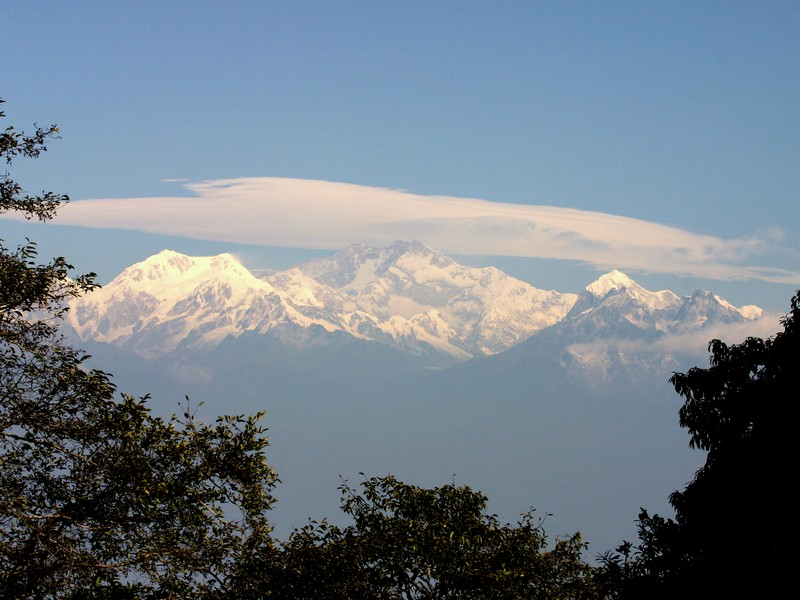
Muntanya Kanchanjangha des de Darjeeling

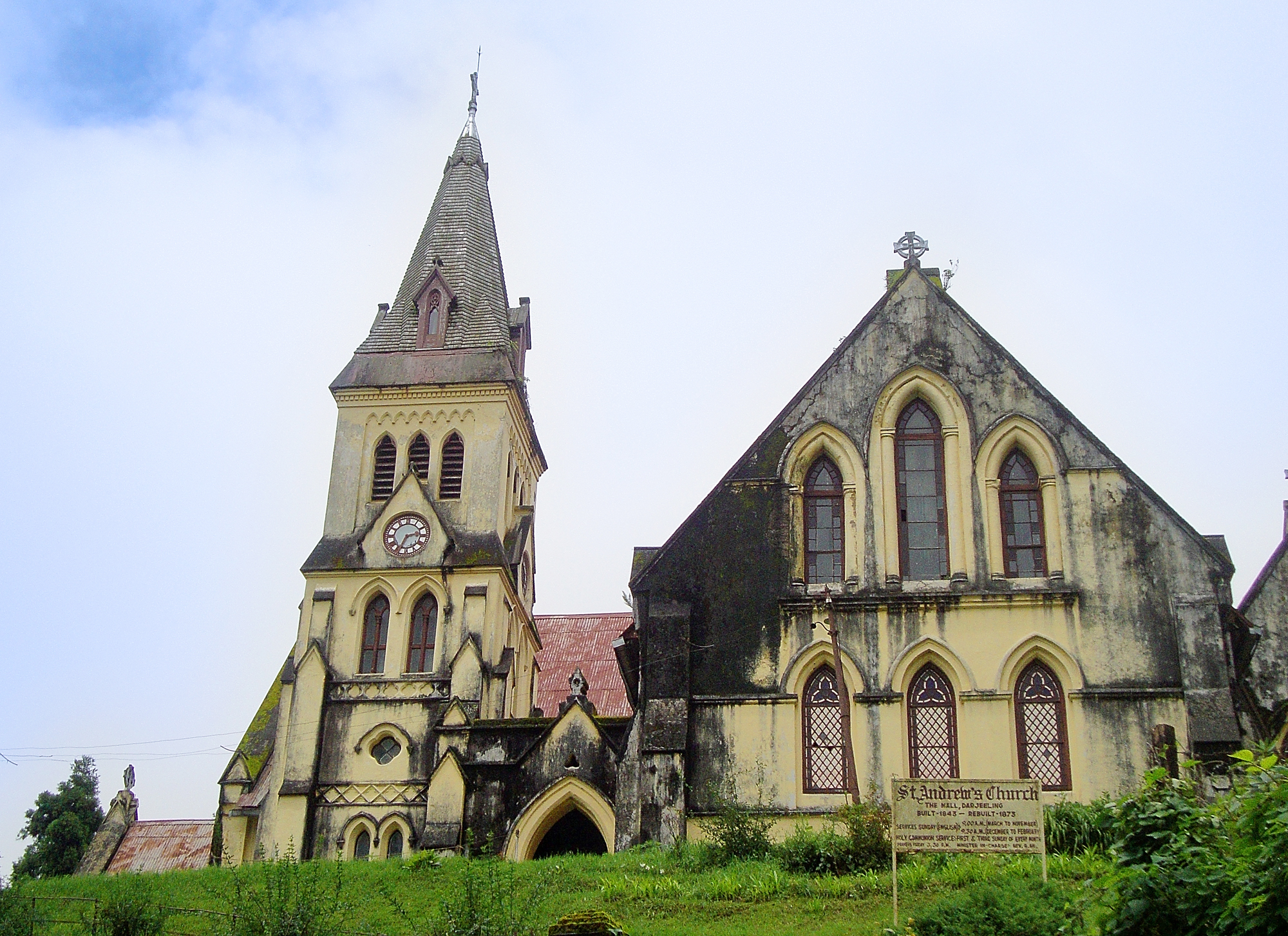
St. Andrew's Church, Darjeeling. Built- 1843, Rebuilt- 1873

Darjeeling (nepali दार्जीलिङ्ग) és una ciutat i municipalitat de l'Índia, capital del districte de Darjeeling, del Consell de la Muntanya Gurkha i de la subdivisió de Darjeeling, a l'estat de Bengala Occidental. Està situada a les muntanyes Siwalik als peus de l'Himàlaia a 2.128 metres d'altitud.
Fou adquirida pels britànics el 1835 (per cessió de Sikkim) com a centre sanitari, i el seu clima temperat la va convertir aviat en el lloc preferit de retir dels oficials britànics per escapar al calor de la plana. És famosa pel te de Darjeeling i pel seu ferrocarril a la muntanya que ha estat declarat Patrimoni de la Humanitat.

## Superfície i població
L'aglomeració urbana de Darjeeling que inclou Pattabong Tea Garden, té una superfície de 12.77 km² i una població de 109.163; el municipi té una població de 107.530 habitants. La municipalitat es va formar el 1850 amb els 357 km² cedits pel rajà de Sikkim el 1835. El 1897 va ser damnada per un terratrèmol.

## Edificis
Entre els edificis colonials cal esmentar:
- Shrubbery, residència del lloctinent governador de Bengala, construïda el 1879
- Oficines del Secretaria, construïdes el 1898
- Sanitari Eden, obert el 1883
- Lowis Jubilee Sanitarium
- Església St. Andrew
- Capella Wesleyana
- Scottish Kirk
- Convent Catòlic
- Escola St. Paul
- Col·legi St. Joseph
- Quarters de Katapahar, Jalapahar i Lebong
- Lloyd's Botanical Gardens
- Jardins Victoria Pleasance